# Marco De Pasquale
Marco De Pasquale (Bergamo, 19 maggio 1964) è un ex velocista italiano.

## Biografia
Nel 1980 ha vinto una medaglia d'argento alle Gymnasiadi con la staffetta 4×100 m; nel 1983 ha partecipato agli Europei juniores, venendo eliminato nella semifinale dei 200 m e conquistando un quinto posto con la staffetta 4×100 m.
Nel 1986 ha partecipato agli Europei indoor di Madrid, venendo eliminato in batteria nei 200 m.
Ha vinto la sua unica medaglia d'oro ai campionati italiani assoluti nel 1985, con la staffetta 4×400 m; in aggiunta, nei 200 m ha conquistato una medaglia d'argento e due di bronzo ai campionati italiani assoluti indoor.

## Palmarès
| Anno | Manifestazione | Sede      | Evento      | Risultato  | Prestazione | Note |
| ---- | -------------- | --------- | ----------- | ---------- | ----------- | ---- |
| 1983 | Europei U20    | Schwechat | 200 m piani | Semifinale | 21"37       |      |
| 1983 | Europei U20    | Schwechat | 4×100 m     | 5º         | 41"19       |      |
| 1986 | Europei indoor | Madrid    | 200 m piani | Batteria   | 22"42       |      |

## Campionati nazionali
1979
- Oro ai campionati italiani allievi, 200 m piani

1980
- Oro ai campionati italiani allievi, 200 m piani

1982
- Oro ai campionati italiani juniores, 200 m piani

1983
- 7º ai campionati italiani assoluti, 200 m piani - 21'22"
- Oro ai campionati italiani juniores, 200 m piani

1984
- 6º ai campionati italiani assoluti, 400 m piani - 47"39
- Argento ai campionati italiani assoluti indoor, 200 m piani - 21'32"

1985
- 6º ai campionati italiani assoluti, 200 m piani
- Oro ai campionati italiani assoluti, 4×400 m - 3'09"84 (in squadra con Rizzo, Umberto Pegoraro ed Odone Campana)

## Altre competizioni internazionali
1980
- Argento alle Gymnasiadi ( Torino), 4×100 m